# Segle VI aC
El segle VI aC inclou els anys compresos entre el 600 aC i el 501 aC i constitueix un dels moments de canvi més rellevants de l'edat antiga. El centre de poder passa progressivament al Mediterrani, mentre que els perses esdevenen la primera potència mundial. A Àsia, sorgeixen noves religions basades en creences com la reencarnació i l'equilibri, pensament que s'identifica amb els trets bàsics del món oriental.

## Política
El segle VI aC és un període convuls políticament. Durant la primera meitat del segle, es produeixen les conquestes de l'imperi neobabiloni o caldeu, amb Nabucodonosor II com a rei més destacat. Els babilonis arrasen part d'Egipte i el regne de Judà, i produeixen l'exili dels jueus després de la caiguda de Jerusalem i la destrucció del seu temple (Captiveri babiloni). Aquest exili es troba fortament present en la Bíblia. A la segona meitat, s'imposen els perses, amb Cir II el Gran, destruint les principals ciutats babilònies i estenent-se per gran part d'Orient, i funden el que seria l'imperi més gran de la història. Cir permet el retorn dels jueus a les seves terres, que tornen a reconstruir lentament.
La mar Mediterrània es divideix entre tres grans potències: els perses a Orient, Cartago a Occident (amb la conquesta de Sicília, Sardenya i Còrsega) i les colònies comercials gregues als principals ports, amb un caràcter menys militar que econòmic. Una d'aquestes colònies és Empúries, al golf de Roses.
A Itàlia, aliances llatines expulsen els etruscs i destrueixen Síbaris, d'on deriva l'adjectiu "sibarita" com a sinònim de refinat i amant del luxe. Es funda la República Romana després dels excessos del darrer rei, Tarquini el Superb, incloent-hi la violació de Lucrècia per part del seu fill, episodi àmpliament representat en les arts. A la resta d'Europa, destaca l'expansió celta, que arriba fins a Àustria i Portugal.

## Economia i societat
Entre els canvis socials més rellevants del segle, cal esmentar les reformes de Soló. Aquest legislador va dividir els atenencs en classes socials, va consolidar la democràcia i va afavorir el comerç, especialment d'oli, mitjançant donacions de terres als principals mercaders. També va millorar la situació de les dones i els esclaus. Les seves reformes van ser copiades per governants de diversos països segles més tard. Dins també de l'àmbit grec, es van crear els jocs panhel·lènics, que afavorien el contacte entre les diferents polis.
El clima fred s'estabilitza, fet que permet una major adaptació de l'agricultura i un creixement demogràfic sostingut. A l'acabament del segle, la població mundial s'apropa als cent milions de persones, la majoria de les quals viuen al Vell Món.

## Invencions i descobriments
A la Xina, es van dur a terme grans obres d'enginyeria per controlar el curs dels rius i abastir d'aigua els pobles i camps de les regions més allunyades dels seus cursos, especialment amb els nous sistemes de pantans ideats per Sunshu Ao, que permetien ampliar enormement l'àrea cultivable. Els governants patrocinaven aquestes obres, tradició que va continuar estant present al llarg de la història xinesa. Altres pobles van implementar aquestes tècniques, com es veu amb el túnel del grec Eupalinos, però sense el seu abast.
Els pobles indis usen els elefants de guerra de manera sistemàtica, un animal que seria aprofitat pels cartaginesos segles després en la seva lluita contra els romans. També desenvolupen noves tècniques mèdiques, igual que els grecs, amb Alcmeó de Crotona al capdavant, el qual afirma que el cervell és un òrgan de gran importància que diferencia l'ésser humà dels animals. Els primers dibuixos d'una grua són d'aquesta època.

## Art, cultura i pensament
El segle VI aC és un període gran efervescència espiritual, ja que hi apareixen els grans cultes orientals, que barregen filosofia, mites i religió. Així, neix el budisme, basat en l'harmonia amb l'entorn, que permet un alliberament del cicle d'eternes reencarnacions en diferents éssers segons la conducta. Aquesta harmonia s'assoleix amb una intensa meditació que permet arribar a la il·luminació interior. També es funda el jainisme, que inspira el concepte de no-violència, i a la Xina es codifica el confucianisme, que afirma que l'amor i la saviesa poden fer que totes les persones visquin en pau.
Hannó el Navegant navega per la costa d'Àfrica occidental i escriu una crònica de les seves aventures, inaugurant així la literatura de viatges. Com que les còpies conservades presenten nombroses variants i la crítica textual no ha pogut arribar al text original, la data d'aquest relat és només aproximada. Tespis funda la tragèdia grega, al principi dins les festes civils i després com a gènere literari independent. Es transcriuen les faules d'Isop, qui va viure al segle anterior. Continua escrivint-se la Bíblia, com per exemple el Llibre dels Salms.
La filosofia grega es desenvolupa sobretot a l'Escola de Milet, preocupada per trobar l'origen del cosmos des de la perspectiva del monisme (vegeu escola d'Elea). Els seus pensadors transcendeixen l'arkhé material i busquen un principi subjacent que sigui diferent als elements visibles, cosa que constitueix un pas endavant en l'abstracció, especialment amb Anaximandre. Una altra figura cabdal és la de Pitàgores, el qual va unir filosofia i matemàtiques en un culte esotèric i va aportar conceptes fonamentals de la geometria i l'aritmètica, com el de nombre racional.
Dins l'art, s'inicia la construcció del Temple de Zeus Olímpic (Atenes), que serviria de model per a gran part de l'arquitectura grega posterior. Els grecs usen la tècnica de la cera perduda per a la seva escultura, que segueix el patró arcaic antropocèntric de figures rígides.